# Bulbophyllum bacilliferum
Bulbophyllum bacilliferum là một loài phong lan thuộc chi Bulbophyllum.